# Покровская церковь (Торопец)
Покровская церковь (Торопец) — православная церковь, названная в честь церковного праздника Покрова Пресвятой Богородицы, расположена в Свято-Тихоновском монастыре в городе Торопце. Входит в Торопецкое благочиние Ржевской епархии Русской православной церкви.

## История

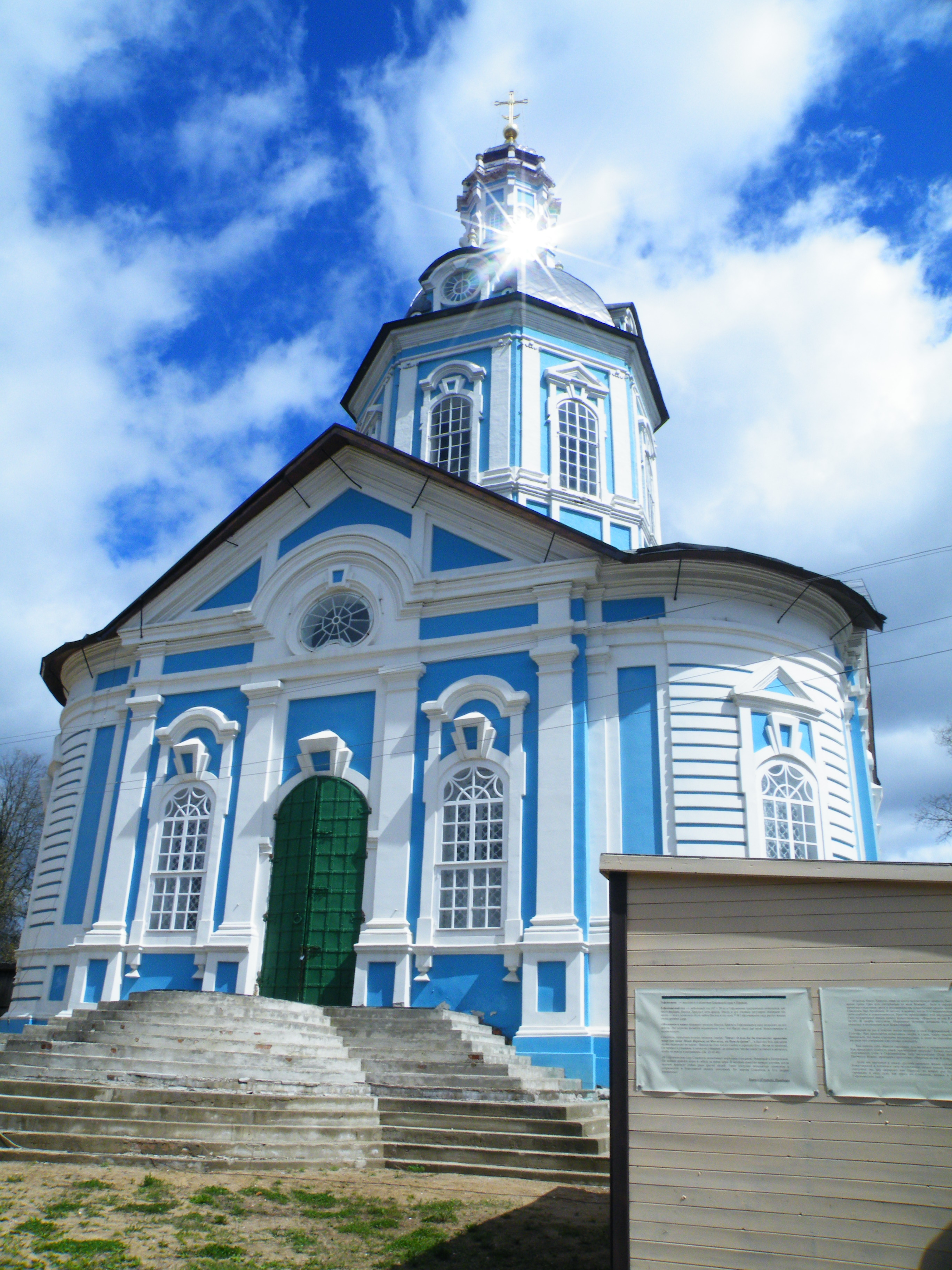

Покровская церковь была заложена в 1766 году во имя праздника Покрова Божией Матери. Финансировал строительство церкви местный торопецкий купец первой гильдии, Яков Васильевич Туфанов. Окончательная дата строительства не установлена, данные в разных источниках разнятся. В строительных актах и паспортах объекта указаны 1772 год и 1776 год соответственно. Архивные материалы указывают на 1779 год. В литературных произведениях нередко датой постройки называют 1777 год.
В XIX веке Покровская церковь и Никольская церковь, расположенная неподалеку, были объединены в один приход, так как в Покровской церкви приход отсутствовал. С 1806 г. в документах встречается единое наименование церквей, как Покрово-Никольская церковь. 1876 год — присоединение к Покрово-Никольской церкви храма Казанской Божией Матери. Прихожане нередко финансировали ремонт церквей: например, в 1885 и 1899 годах спонсорами выступили местные купцы, входившие в состав второй гильдии купцов, Георгий Алексеевич Гладильщиков и Павел Георгиевич Гладильщиков. На деньги последнего в 1890 году было произведено золочение иконостаса. Зафиксировано участие в сборе средств на ремонт церкви торопецкого мещанина Ивана Николаева. В церковь также поступали средства от арендной платы с озера Куденец, находившемуся во владении церкви, и примыкающими к нему островами и берегами.
Помимо Покровской церкви рядом с ней располагалась колокольня, выстроенная из камня в 1766 году, внешне гармонично сочетавшаяся с церковью. Здание колокольни было разрущено в 1930-х годах. В XX веке церковь была закрыта, а служба в ней приостановлена. Со второй половины XX века в здании Покровской церкви находился продовольственный магазин. 30 августа 1960 года Покровская церковь, согласно постановлению СМ РСФСР № 1327, была включена в список объектов культурного наследия города Торопец. В 2005 году Покровская церковь была заново освящена и передана во владение Свято-Тихоновскому Торопецкому монастырю. В сентябре 2011 года был установлен крест на купол Покровской церкви, а также проведена праздничная литургия.

## Архитектура
Установить архитектора Покровской церкви не представляется возможным. Есть предположения, которые указывают на местного зодчего, хорошо знакомого со столичной архитектурой. Ближайшей аналогией по месту и времени выступает церковь Пресвятой Богородицы 1769 года постройки в Денисьеве-Знаменском Одинцовского района Московской области, имеющая схожий план и композицию нижнего яруса. Денисьево принадлежало императрице Елизавете Петровне, что объясняет столичный уровень архитектуры.
Церковь полностью выполнена из кирпича, крыша покрыта листовым железом. Крест, венчавший купол церкви, позднее был позолочен. Постройка выполнена в форме квадрата со скругленными углами. Отопления не было предусмотрено, а сама церковь считалась летней, оттого и была прохладной. Одноглавая Покровская церковь была трехпрестольной: основной престол посвящался, как и сама церковь, Покрову Божией Матери, южный престол создавался во имя евангелиста апостола Иоанна Богослова, а северный престол — преподобному епископу Иакову. Напрестольные кресты были серебряными, выполненные чеканной работой с использованием черни. Церковь имела две входные двери с крыльцами, выполненными из кирпича и вымощенными чугунной плиткой, как и внутреннее помещение (алтарь, пределы).
Внутреннее и внешнее убранство Покровской церкви поражает своим пространством, искусной лепниной на стенах храма, большим количеством арок, имеющих округлую форму. Изначальный иконостас, находившийся в церкви, был резным и позолоченным (в одно время с куполом). Царские врата, где представлено изображение Сошествия Святого Духа на апостолов, являются примером столярной работы с резью, которая в дальнейшем была покрыта червонным золотом.
Иконостасы, расположенные в церкви были помещены в серебряные или вызолоченные оклады. Остальная церковная утварь была сделана из драгоценных металлов.

## Использование
Богослужение в летней Покровской церкви проводилось ежемесячно. Когда погода была благоприятная, тёплая, то зачастую большое количество людей собиралось на улице возле храма. Иногда, люди специально к праздникам шили демисезонные костюмы и шляпы, чтобы было более комфортно находится находиться под открытым небом. В период службы совершалось два крестных хода: первый, общий для всех церквей города, с храмовыми иконами в Корсуно-Богородицкий Собор, а из Собора вокруг всего города в память по случаю избавления Торопца от холеры в 1831, 1848 и 1852 годах, совершая этот крестный ход в первое воскресенье после 8 июля; второй, в день Покрова Пресвятой Богородицы, совершался из Собора с чудотворной иконой Корсунской Божией Матери до Покровского храма и обратно.